# Barbie Fairytopia: Magie van de Regenboog
Barbie Fairytopia: Magie van de Regenboog (Engels: Barbie Fairytopia: Magic of the Rainbow) is een digitale animatie- en direct-naar-videofilm uit 2007, geregisseerd door William Lau. Het is de derde film in de Fairytopiareeks van Barbie met Elina als hoofdrol. In deze film wordt Elina gekozen door de beschermfee Azura als haar persoonlijke leerling.

## Plaats binnen de Barbiefilmseries
| Filmserie       | Vorige Film                                | Volgende Film                      |
| --------------- | ------------------------------------------ | ---------------------------------- |
| Barbiefilms     | Barbie en de 12 Dansende Prinsessen (2006) | Barbie als de Eilandprinses (2007) |
| Fairytopiaserie | Barbie Fairytopia: Mermaidia (2006)        | Barbie Mariposa (2008)             |

## Rolverdeling
| Personages | Nederlandse stemmen   | Engelse stemmen     |
| ---------- | --------------------- | ------------------- |
| Elina      | Laura Vlasblom        | Kelly Sheridan      |
| Azura      | Marloes van de Heuvel | Venus Terzo         |
| Laverna    | Hetty Heyting         | Kathleen Barr       |
| Bibble     | Lee Tockar            | Lee Tockar          |
| Dizzle     | Cathy Weseluck        | Cathy Weseluck      |
| Max        | Fred Butter           | Christopher Gaze    |
| Faben      | Tony Neef             | Alistair Abell      |
| Glee       | Cynthia de Graaff     | Lalainia Lindbjerg  |
| Fee 1      | Cynthia de Graaff     | Venus Terzo         |
| Linden     | Marijn Klaver         | Andrew Francis      |
| Tovenares  | Lasca ten Kate        | Nancy Sorel         |
| Fungus     | Ruud Drupsteen        | Lee Tockar          |
| Lumina     | Nienke Brinkhuis      | Saffron Henderson   |
| Fee 3      | Nienke Brinkhuis      |                     |
| Dandelion  | Rosanne Thesing       | Tabitha St. Germain |
| Shimmer    | Lizemijn Libgott      | Andrea Libman       |
| Kleine fee | Lizemijn Libgott      |                     |
| Delphine   | Frederique Sluyterman |                     |
| Sunburst   | Anneke Beukman        | Sharon Alexander    |
| Fee 2      | Anneke Beukman        | Andrea Libman       |
| Tourmaline | Henk Dikmoet          | Peter New           |
| Topaz      | Beatrijs Sluijter     | Tabitha St. Germain |

## Nederlandse productie
- Vertaling - Judith Dekker
- Regie - Bert Marskamp
- Mixage - Jens Ryberg
- Productie - Holanda Lazie
- Studio - Sun Studio

## Thema
- Bij elke Barbiefilm staat er een bepaalde moraal centraal. Bij deze film is dat 'Together we're strong' ofwel 'Samen zijn we sterk'.